# Soyouz 7K-L1

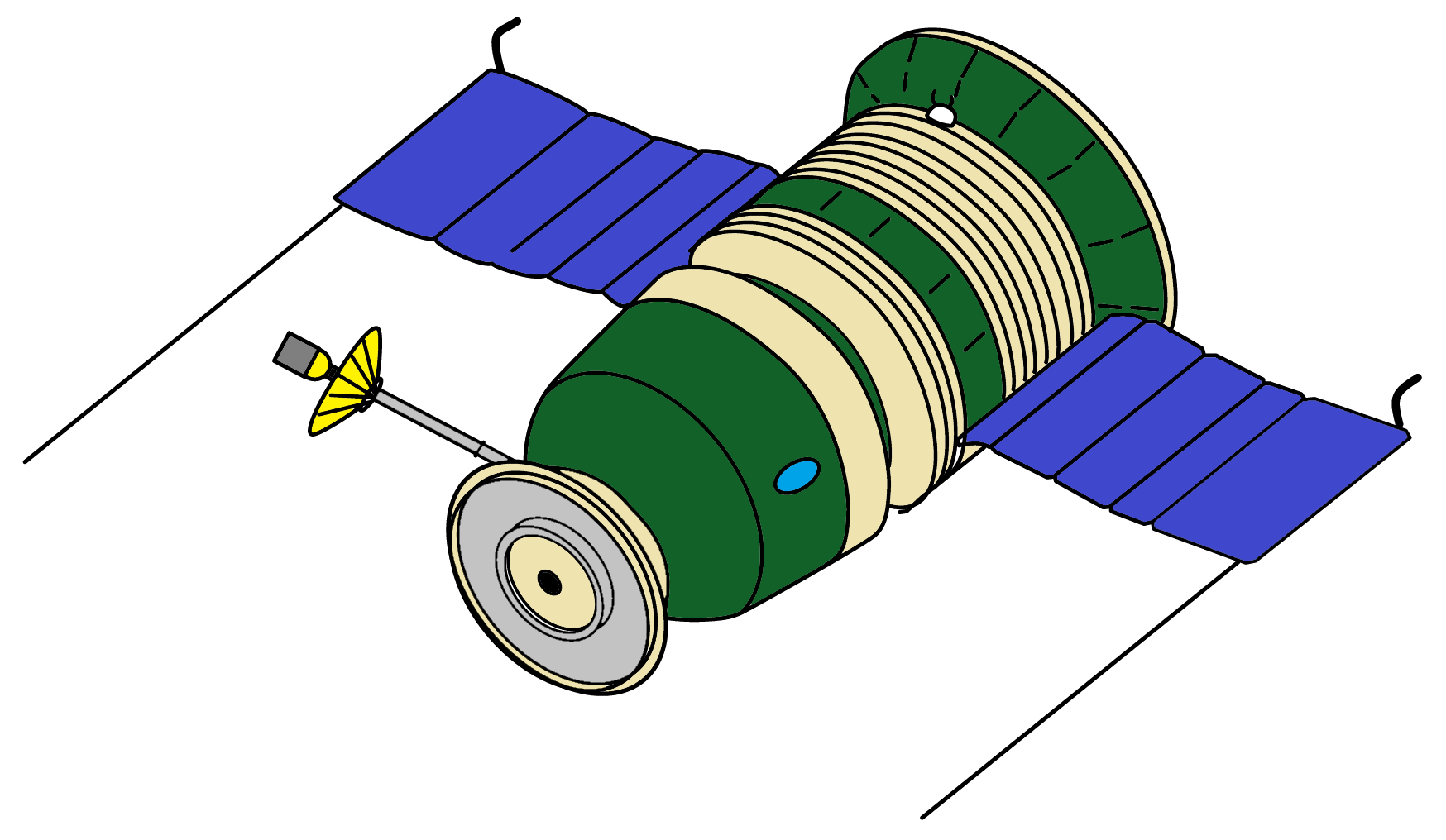
Schéma du Soyouz 7k-L1.

Le Soyouz 7K-L1 est un véhicule spatial soviétique développé au milieu de la décennie 1960 pour transporter deux cosmonautes dans le cadre du programme lunaire habité soviétique. Le vaisseau est conçu pour remplir un objectif à court terme en attendant la mise au point d'un vaisseau pouvant déposer un homme sur la Lune : il doit permettre de battre les américains en envoyant pour la première fois des hommes faire le tour de la Lune. Le vaisseau est une version dérivée du Soyouz 7K-OK qui a été allégé par suppression du module orbital. Il comporte des équipements permettant à son équipage de naviguer au delà de l'orbite basse (instrumentation) et un bouclier thermique plus épais pour survivre à une rentrée atmosphérique à grande vitesse (11 km/s au lieu de 7 km/s). Il est lancé par une fusée Proton. Le vaisseau est lancé à 12 exemplaires entre mars 1968 et octobre 1970 dans le cadre du programme Zond. Les différents vols, victimes de défaillances soit du lanceur soit du vaisseau, ne permettent pas de qualifier à temps le vaisseau : les américains réussissent à effectuer le premier tour de la Lune avec équipage (mission Apollo 8 en décembre 1968) et le développement du vaisseau est abandonné peu après.

## Contexte
Fin 1962, le principal responsable du programme spatial soviétique, Serguei Korolev, travaille sur le successeur de la capsule spatiale Vostok prévue pour un seul cosmonaute et a des capacités de manœuvre limitées. Le nouvel engin doit pouvoir changer d'orbite, transporter plusieurs cosmonautes, effectuer des vols de longue durée, s'amarrer à un autre vaisseau et permettre des sorties extravéhiculaires ; il doit enfin pouvoir effectuer une rentrée atmosphérique après une mission lunaire, c'est-à-dire à la deuxième vitesse cosmique (11 km/s) beaucoup plus élevée que la vitesse de rentrée d'un vaisseau ayant effectué une mission en orbite basse (environ 7 km/s). 
Contrairement aux États-Unis où le programme spatial civil est géré directement par un organisme unique, la NASA, le programme spatial soviétique est entre les mains de plusieurs responsables de bureau d'études qui utilisent leurs appuis politiques pour faire passer leurs projets. Le principal concurrent de Korolev est Vladimir Tchelomeï qui bénéficie de la protection du dirigeant de l'Union soviétique de l'époque Nikita Khrouchtchev. Tchelomeï propose d'utiliser sa fusée UR-500 (capacité de 20 tonnes en orbite basse) en cours de développement (le futur Proton) pour lancer un  vaisseau LK-1 à 2 places capable d'effectuer un survol de la Lune et ainsi de réaliser une nouvelle première spatiale avant les États-Unis. À l'époque, Korolev propose de réaliser le même objectif en lançant trois fusées R-7 (6,4 tonnes en orbite basse) pour créer un train de 3 vaisseaux Soyouz. Le premier vaisseau (7K)  doit emporter un équipage de 2 personnes tandis que les deux autres vaisseaux sont chargés, après avoir été lancés indépendamment, de s'amarrer au premier vaisseau en formant un ensemble spatial baptisé Soyouz (Union). Le deuxième vaisseau 9K (ou Soyouz B) est chargé d'accélérer le train spatial tandis que le 11 K emporte du carburant permettant de revenir sur Terre. Mais cette proposition est abandonnée car elle nécessite de réaliser des rendez-vous orbitaux entre les trois vaisseaux, une manœuvre non maîtrisée à cette époque.  
Les premières études sur le vaisseau LK-1 débutent en 1962 sans l'aval des responsables soviétiques. En août 1964, ceux-ci donnent leur accord pour le développement du lanceur UR-500 et son vaisseau circumlunaire tandis que Korolev est chargé de développer le lanceur géant N-1 qui doit placer sur une orbite de transfert lunaire le Soyouz 7K-LOK et un module lunaire LK qui doit déposer un cosmonaute sur la Lune. La chute de Khrouchtchev en octobre 1964 remet les projets du protégé de l'ex-dirigeant en question. Une commission est constituée pour examiner tous les projets de Tchelomeï. Le développement du lanceur lourd n'est finalement pas remis en question, mais le vaisseau LK qui n'existe que sur la papier est annulé. Pour réaliser le vol circumlunaire en battant les américains, Korolev propose de combiner le lanceur Proton surmonté d'un étage supérieur de type bloc D avec une version allégée de son vaisseau Soyouz, baptisée 7K-L1  Cette proposition est acceptée le 25 octobre 1965. L'objectif est de réaliser le premier vol autour de la Lune pour le cinquantenaire de la Révolution fin 1967.

## Développement
Le premier lancement de l'UR-500/Proton a lieu le 10 mai 1967. Les développements sur la version 7K-L1 du vaisseau Soyouz continuent mais il apparaît vite que l'échéance de fin 1967 ne sera pas tenue. Mais en fait Korolev a bluffé et le train spatial constitué par le Bloc D et le vaisseau est trop lourd de 0,5 tonne. Pour contourner le problème, il remanie le scénario de la mission circumlunaire : l'équipage doit être lancé dans un vaisseau Soyouz 7K classique par une fusée Soyouz tandis que le train L1 est lancé de son côté sans équipage par une fusée UR 500/Proton. Un rendez-vous spatial est réalisé sans amarrage (il n'y a pas de pièce d'amarrage sur le L1) puis l'équipage passe dans le vaisseau du train L1 en effectuant une sortie extravéhiculaire. Huit tests sans équipage sont programmés, puis quatre vols habités. Pour parvenir à respecter le devis de poids, de nombreux équipements présents sur la version 7K-OK (périscope, capteurs) sont supprimés, et la quantité d'ergols embarquée est limitée à 400 kg contre 500 kg dans la version normale. Deux tests réalisés en mars-avril 1967 avec une maquette du vaisseau donnent des résultats mitigés. Les ingénieurs ont réussi à faire maigrir le train spatial L1 et la technique du double lancement est abandonnée en juin 1967 désormais, les cosmonautes seront lancés par la seule fusée Proton.

## Caractéristiques techniques

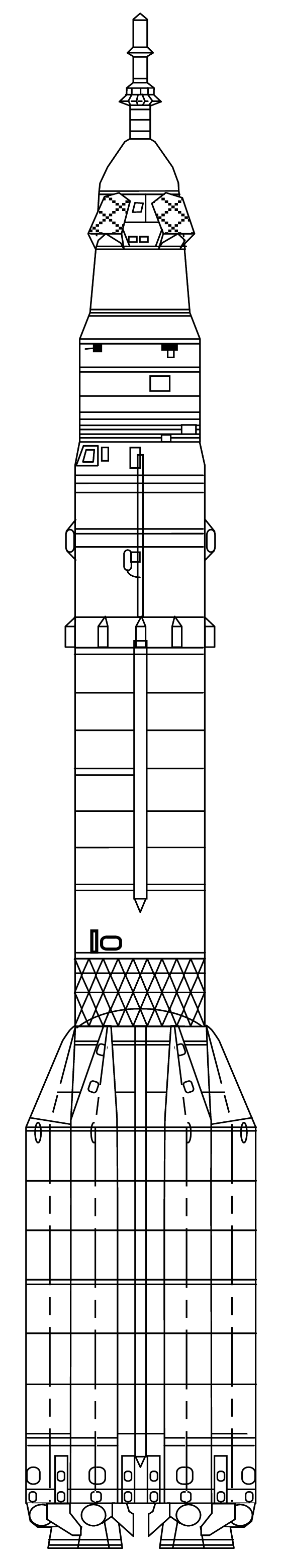
Schéma du lanceur Proton avec un vaisseau Soyouz 7K-L1 et la tour de sauvetage.

Le vaisseau Soyouz 7K-L1 est un vaisseau Soyouz standard allégé de son module orbital et adapté à sa mission. Il comprend un module de descente dans lequel séjourne l'équipage et qui est le seul élément à revenir sur Terre et un module de service qui contient le système propulsif principal et des équipements du système de support de vie et du système de contrôle thermique. À l'extrémité du vaisseau, sur l'écoutille du module de descente, est fixée une plaque de 150 kg qui sert de point d'attache à la coiffe du lanceur (sur le vaisseau Soyouz standard, la coiffe vient se fixer à l'extrémité du module orbital). Le vaisseau et le bloc D est lancé sur une orbite basse par une fusée Proton. Un étage supérieur de type bloc D (qui est donc le quatrième étage du lanceur) est utilisé pour injecter le vaisseau sur une trajectoire de transit vers la Lune. Avec cet étage, la masse totale placée en orbite basse est de 19 040 kilogrammes dont 13 360 kg pour le bloc D, 3 100 kilogrammes pour le module de descente et 2 250 kg pour le module de service. Le vaisseau Soyouz proprement dit a une masse de 5 600 à 5 680 kg, une longueur de 4,796 mètres et un diamètre compris entre 2,18 et 2,72 mètres. Les caractéristiques détaillées des différents composants sont les suivantes,, :   
- Le bloc D est dérivé d'un étage destiné à freiner le module lunaire N1-L3 au moment de son atterrissage sur la Lune. Il est long de 5,5 m. pour un diamètre de 3,7 m. Son moteur unique 11D58 a une poussée de 8,5 tonnes et brûle un mélange d'oxygène liquide et de kérosène avec une impulsion spécifique de 346 secondes.
- Le module de descente a un volume interne de 5,5 m3 mais seuls 2,6 m3 sont disponibles pour l'équipage. L'énergie est fournie par des panneaux solaires dont l'envergure totale est d'environ 9 mètres pour une superficie de 11 m² et qui fournissent environ 800 watts. Le module de descente diffère de la version standard du vaisseau Soyouz par l'ajout d'une écoutille latérale sur le côté (nécessaire pour que l'équipage puisse s'installer dans le vaisseau du fait de l'absence du module orbital qui comprenait cette écoutille) qui a entraîné la suppression du parachute de secours et par l'emport d'instruments utilisés par les cosmonautes pour la navigation interplanétaire comme le premier ordinateur embarqué soviétique, l'Argon-11s. D'autres composants du vaisseau Soyouz standard ont été supprimés comme le périscope imposé par la présence du module orbital, le capteur d'horizon. Les panneaux solaires ont une taille réduite. Le bouclier thermique est renforcé pour supporter la rentrée atmosphérique à grande vitesse.
- Le module de service utilise un mélange d'ergols hypergoliques d'AS-27 et de UDMH dont il emporte 400 kg. La propulsion est assurée par un moteur unique de type KDTu-35 (également désigné S5.53).

## Déroulement d'une mission
Le déroulement d'une mission typique, d'une durée de 7 à 8 jours, est le suivant : 
- Le lanceur Proton décolle de la base de lancement de Baïkonour.
- Après l'extinction et la séparation du troisième étage du lanceur, le bloc D utilise une première fois son moteur durant 140 secondes pour placer la charge utile sur une orbite circulaire de 205 km et une inclinaison orbitale de 51,5°.
- Après une phase de vol non propulsée, le moteur-fusée du bloc D est rallumé et place le vaisseau Soyouz sur une trajectoire de transit vers la Lune. Le bloc D est ensuite éjecté.
- Si nécessaire le vaisseau Soyouz effectue une correction de trajectoire avec sa propulsion lorsqu'il se trouve à 250000 km de la Terre.
- Le vaisseau Soyouz contourne la Lune à une distance minimale de 2000 kilomètres. Des photos et d'autres mesures sont effectués lors du survol de notre satellite.
- Après avoir contourné la Lune, le vaisseau revient vers la Terre sans correction immédiate de trajectoire.
- A 150000 kilomètres de la Terre, la trajectoire est ajustée à l'aide de la propulsion du vaisseau Soyouz.
- Arrivé à proximité de la Terre, le module de service est largué et le module de descente pénètre dans l'atmosphère avant de se poser au sol non loin de la base de lancement.

## Historique des vols
Le lancement du premier vaisseau 7K-L1 finalisé mais sans équipage est effectué fin septembre 1967, mais c'est un échec sonnant le glas de l'échéance fixée par les dirigeants soviétiques. Le 22 novembre, le lanceur est à nouveau défaillant. Le 7 février 1968, le vol suivant place le vaisseau qui a été baptisé Zond 4 (en) sur une orbite très elliptique simulant la trajectoire lunaire. Le vol se déroule bien mais, à la suite d'une défaillance d'un capteur, la rentrée se fait au-dessus de l'Afrique et le dispositif d'auto-destruction est déclenché. Lancé le 14 septembre 1968 avec deux tortues à bord et différents spécimens biologiques, Zond 5 survole la Lune à 1 950 km d'altitude. Mais à la suite d'une défaillance, la rentrée dans l'atmosphère est assez brutale (décélération de 18 g). La cabine est cependant récupérée dans l'océan Indien. Lancé le 10 novembre 1968, Zond 6 survole la Lune à 2 420 km d'altitude mais perd son atmosphère au retour et est victime d'une ouverture prématurée de son parachute. Le vaisseau s'écrase mais les photos sont récupérées. Les autorités soviétiques annoncent la réussite de la mission, sans préciser dans quelle condition le vaisseau est parvenu au sol. Deux autres lancements, les 20 janvier et 19 février 1969, échouent à la suite de la défaillance du lanceur. Après l'atterrissage sur la Lune de l'équipage américain d'Apollo 11 le 20 juillet 1969, le projet de mission circumlunaire soviétique perd toute signification. Néanmoins, deux nouvelles missions sans équipage voient le jour : Zond 7 le 7 août 1969, et Zond 8 le 20 octobre 1970 réalisent pratiquement un sans faute, mais le projet est arrêté et les deux derniers vaisseaux préparés ne seront pas lancés,.

### Sources
- (en) Rex D. Hall et David J. Shayler, Soyuz : a universal spacecraft, Londres, Springer Praxis, 2003, 459 p. (ISBN 1-85233-657-9, lire en ligne)